# Chicago Motor Speedway
Der Chicago Motor Speedway war ein Ovalkurs in Cicero, Illinois, der 1999 eröffnet wurde. Die Rennstrecke hatte eine Länge von 1,029 Meilen (1,656 km) und die Kurven waren im Gegensatz zu anderen Kursen dieser Form nicht überhöht. Hier wurden Rennen der Champcar World Series und der NASCAR Craftsman Truck Series ausgetragen.

## Geschichte
Ursprünglich handelte es sich um eine Pferderennbahn names Sportsman’s Park. Sie wurden in den 1920er Jahren durch das Syndikat um Al Capone angelegt. Später übernahm der Miteigentümer Charles Bidwill die Rennbahn. Bidwill hatte bereits 1933 die Footballmannschaft der Chicago Cardinals gekauft. Nach Bidwills Tod 1947 übernahm dessen Witwe Violet Bidwill die Kontrolle. Später wurde deren Sohn Charles „Stormy“ Bidwill Jr. Eigentümer der Rennstrecke. Dessen Sohn Charles Bidwill III. verbündete sich Ende der 1990er Jahre mit Chip Ganassi um die Pferderennbahn in eine Automobilrennstrecke umzugestalten. Es wurden neue Tribünen errichtet und die Rennbahn wurde asphaltiert. Die direkte Konkurrenz zum 2001 neu eröffneten Chicagoland Speedway sowie die für Pferderennen unzumutbaren Verhältnissen führten zum finanziellen Fiasko. Schließlich wurde die Rennstrecke 2003 an den County verkauft und die Haupttribüne 2005 demontiert. Der Abriss der verbleibenden Einrichtungen  des Sportsman's Park und der Rennstrecke selbst begann am 5. Januar 2009.
Heute befinden sich an der Stelle der Rennstrecke ein Supermarkt und ein Großhandelsunternehmen.

## Veranstaltungen
Die Strecke war von 1999 bis 2002 Austragungsort des Chicago Grand Prix der Champcar World Series, der Toyota Atlantic Series und des Sears Craftsman 175 of Chicago der NASCAR Craftsman Truck Series in den Jahren 2000 und 2001. Auf dem Chicago Motor Speedway fanden auch Rennen der American Speed Association (ASA) statt.

## Bisherige Sieger

### CART
| Jahr | Datum      | Sieger             | Rennwagen | Motor  | Team                |
| ---- | ---------- | ------------------ | --------- | ------ | ------------------- |
| 1999 | 22. August | Juan Pablo Montoya | Reynard   | Honda  | Chip Ganassi Racing |
| 2000 | 30. Juli   | Cristiano da Matta | Reynard   | Toyota | Team Cal Wells      |
| 2001 | 29. Juli   | Kenny Bräck        | Lola      | Ford   | Team Bobby Rahal    |
| 2002 | 30. Juni   | Cristiano da Matta | Lola      | Toyota | Newman Haas Racing  |